# Kyle Beckerman
Kyle Robert Beckerman  (* 23. April 1982 in Crofton, Maryland) ist ein US-amerikanischer ehemaliger Fußballspieler und heutiger Trainer. Der Mittelfeldspieler stand lange bei Real Salt Lake unter Vertrag und gehörte der Fußballnationalmannschaft der Vereinigten Staaten an.

## Karriere

### Im Verein
Beckerman begann seine Karriere bei Miami Fusion, ehe er 2002 zu den Colorado Rapids wechselte. Er spielte fünf Jahre für Colorado in der Major League Soccer.
2007 wechselte Beckerman zum Ligakonkurrenten Real Salt Lake. 2007 stand er unter anderem zum ersten Mal im Kader für das MLS All-Star Game. Bei Real Salt Lake übernahm er schon kurz nach seinem Wechsel eine wichtige Rolle im Mittelfeld sowie in der Führung der Mannschaft, sodass er mit Beginn der MLS-Saison 2008 zum Spielführer bei Real Salt Lake wurde.
Mit dem Club gewann er bis zum Ende der Saison 2019 je einmal die Eastern sowie die Western Conference. Sein größter Erfolg war der Gewinn der nationalen Meisterschaft (MLS Cup), obwohl die Regular Season zuvor eher durchwachsen verlaufen war. Zudem erreichte Beckerman das Finale der CONCACAF Champions League 2010/11.
Beckerman ist der Feldspieler mit den meisten Einsätzen für Real Salt Lake und seit 2015 mit seinem 379. Spiel auch der Feldspieler mit den meisten Einsätzen. Auf noch mehr Einsätze, allerdings als Torhüter, kommt sein langjähriger Teamkollege Nick Rimando.

### Nationalmannschaft
Beckerman war Teil des Kaders der U-17-Fußball-Weltmeisterschaft 1999, die in Neuseeland ausgetragen wurde. Dort erreichte er mit dem US-Team den 4. Platz. Sein Debüt in der A-Nationalmannschaft gab er am 20. Januar 2007 beim Freundschaftsspiel gegen Dänemark. 2013 gewann er den CONCACAF Gold Cup. Beckerman stand im Kader für die Fußball-Weltmeisterschaft 2014.

## Erfolge
Als Nationalspieler 
- U-17-Fußball-Weltmeisterschaft- 4. Platz: 1999
- CONCACAF-Gold-Cup-Sieger: 2013

Mit seinen Vereinen
- MLS-Cup-Sieger: 2009
- CONCACAF-Champions-League-Finale: 2011

 Persönliche Auszeichnungen 
- MLS All-Star Game: 2009, 2010, 2011, 2012, 2013